# Cachoeira de Saran Grande
A cachoeira de Saran Grande é um acidente geográfico do estado brasileiro do Paraná, localizado no município de Jardim Olinda, às margens do rio Paranapanema, na divisa com o estado de São Paulo. É o ponto mais setentrional do Paraná.